# Place de Port-au-Prince
La place de Port-au-Prince est une voie située dans le quartier de la Gare et le quartier de la Maison-Blanche du 13e arrondissement. 

## Situation et accès

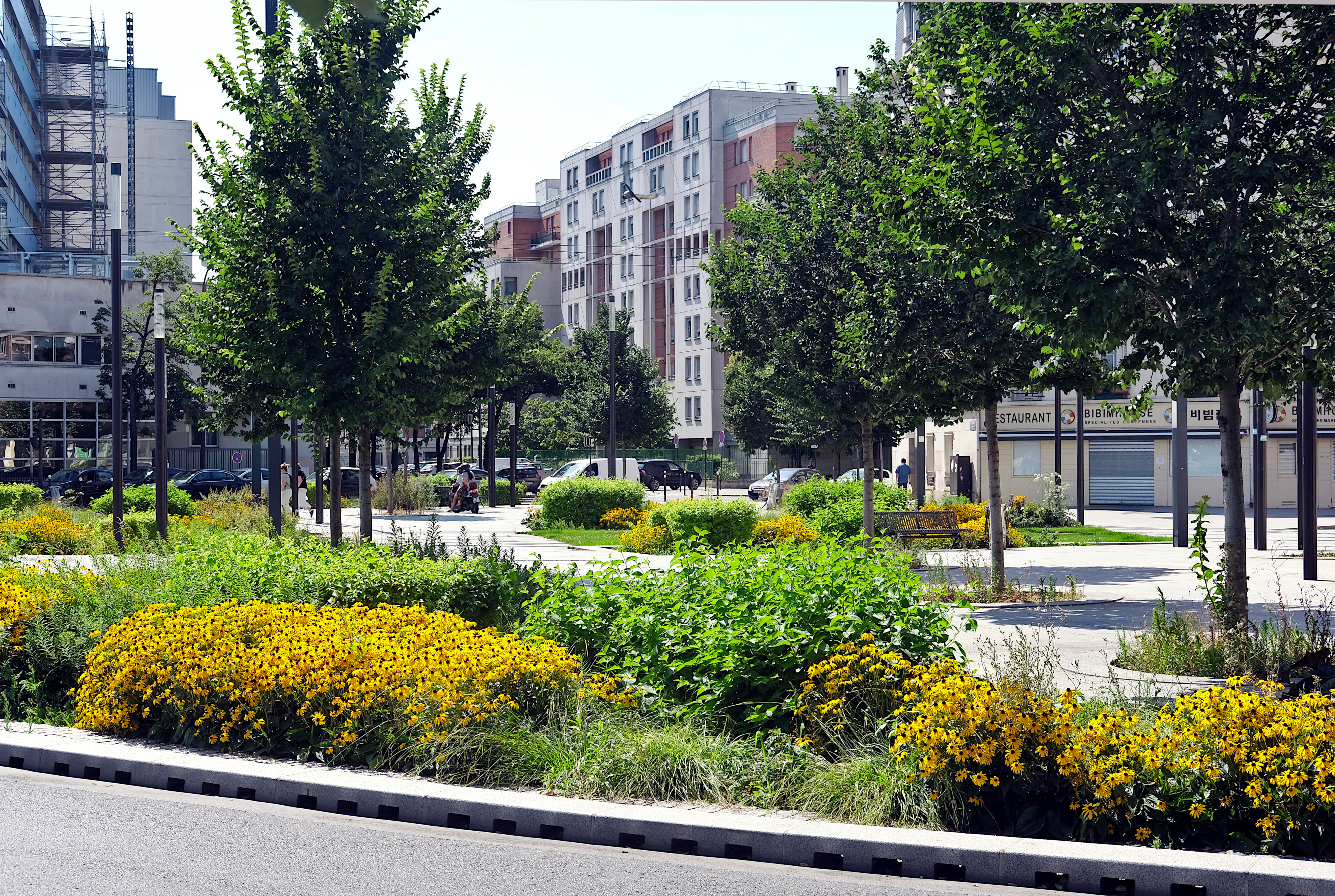
La place en juillet 2024.

Elle constitue d'un point de vue topographique une partie de la porte de Choisy.
La place de Port-au-Prince est desservie à proximité par la ligne 7 à la station Porte de Choisy, ainsi que par la ligne 3a du tramway d'Île-de-France.

## Origine du nom
Elle porte le nom de Port-au-Prince, la capitale d'Haïti.

## Historique
Cet espace créé par la restructuration des rues et avenues adjacentes à l’avenue de la Porte-de-Choisy, vers 1950, prend le nom en 1961 de « place de Port-au-Prince ».

## Bâtiments remarquables et lieux de mémoire
- La place donne sur l'une des entrées du complexe sportif du stade Georges-Carpentier.
- Le Centre médico-chirurgical de la porte de Choisy